# Леб'яже (Куртамиський округ)
Леб'я́же (рос. Лебяжье) — присілок у складі Куртамиського округу Курганської області, Росія.
Населення — 99 осіб (2010, 130 у 2002).
Національний склад станом на 2002 рік:
- росіяни — 98 %